# (111818) Deforest
(111818) Deforest est un astéroïde de la ceinture principale.

## Description
(111818) Deforest est un astéroïde de la ceinture principale. Il fut découvert le 17 février 2002 à Needville par Joseph A. Dellinger et William G. Dillon. Il présente une orbite caractérisée par un demi-grand axe de 3,02 UA, une excentricité de 0,28 et une inclinaison de 3,2° par rapport à l'écliptique.

## Compléments